# Антонов (аэропорт)
Анто́нов — международный аэропорт, расположенный в 25 километрах северо-западнее Киева (Украина), в 2 километрах от города Гостомель.
Аэродром используется как гражданской (авиакомпания «Авиалинии Антонова»), так и экспериментальной авиацией (здесь проводятся испытания самолётов, выпускаемых и ремонтируемых АНТК им. Антонова).
До начала 2000-х годов носил название «Гостомель».

## Инфраструктура

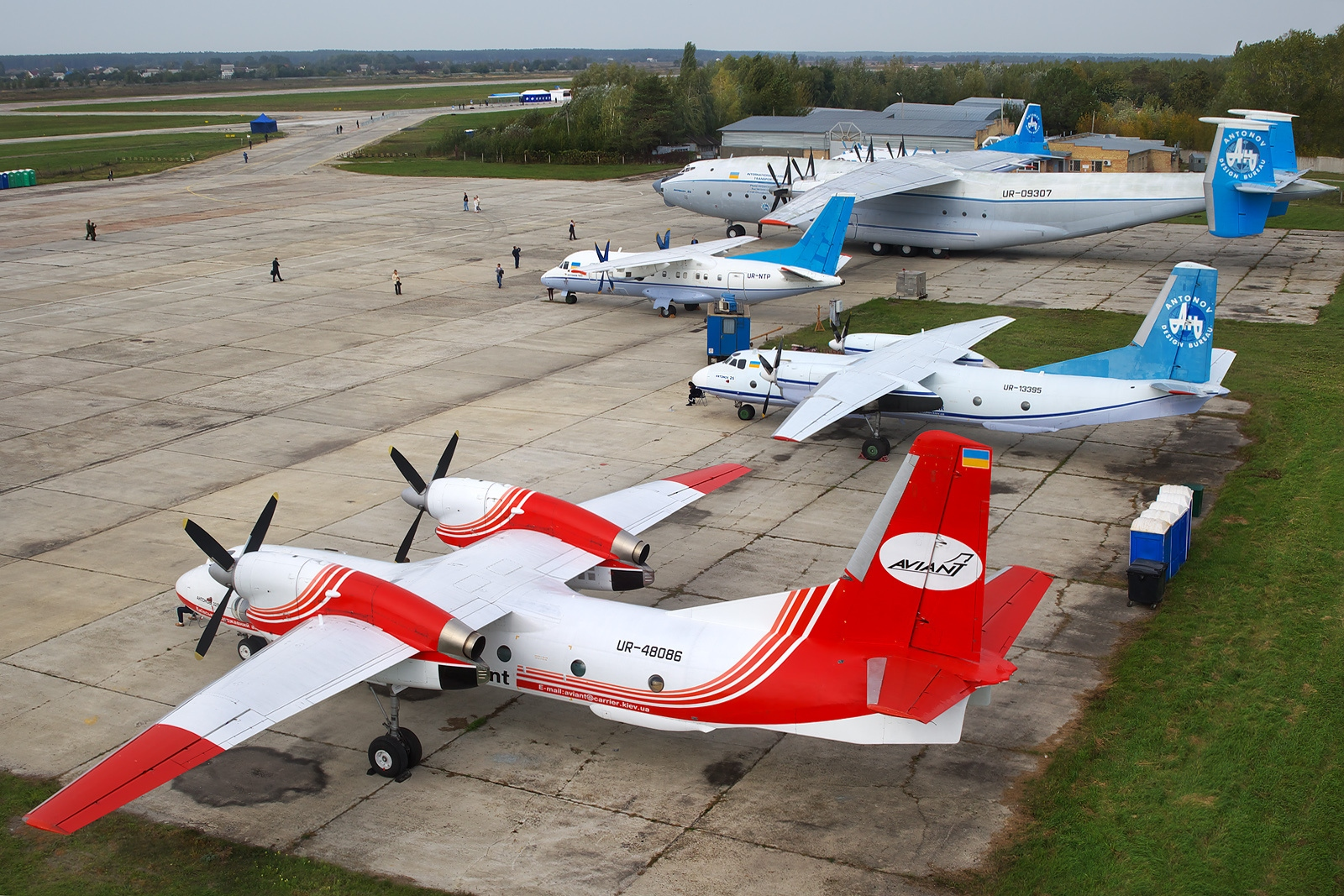
Аэропорт Антонов

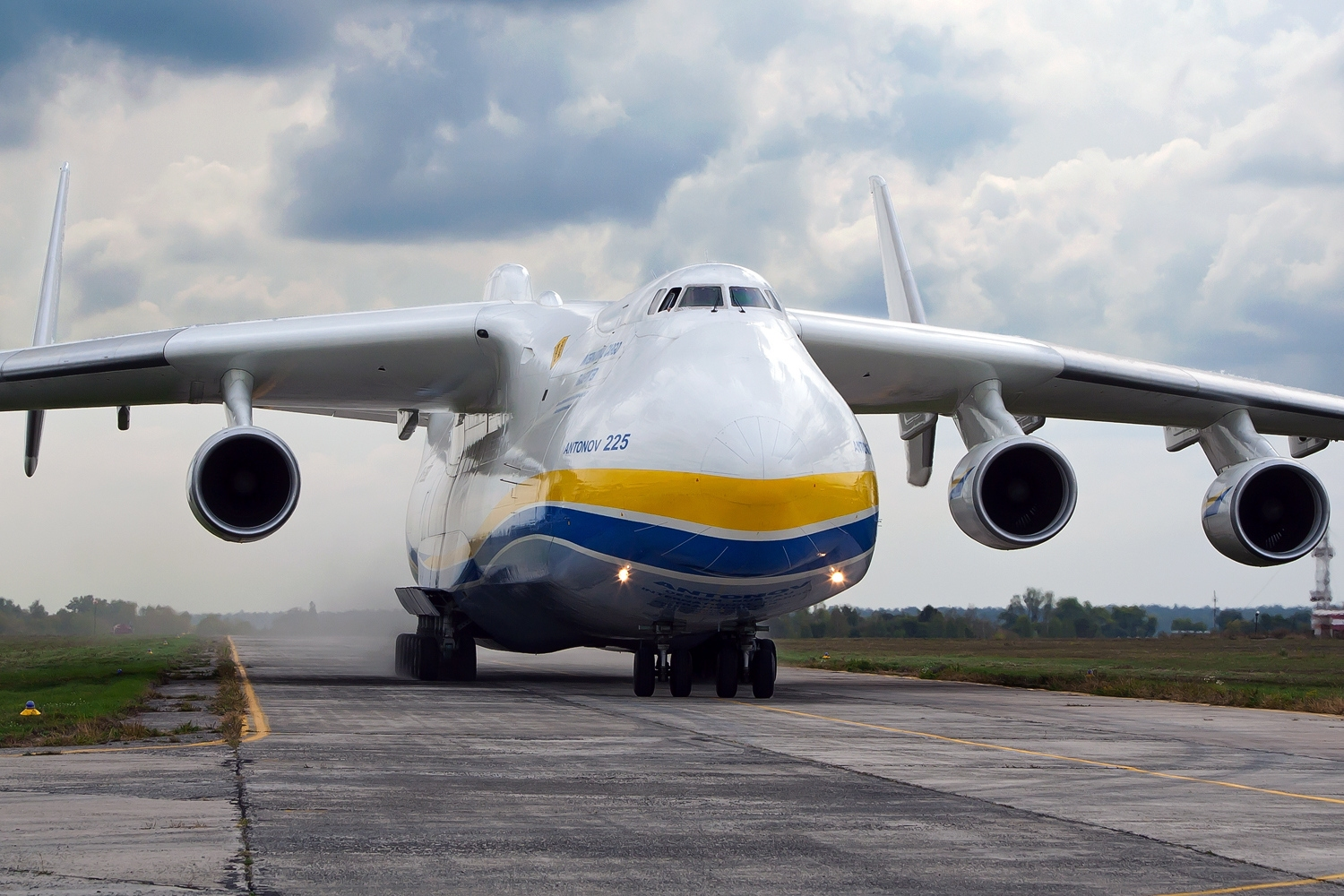
Ан-225 на аэродроме

Аэродром внесён в Государственный реестр аэродромов Украины, сертифицирован по метеоминимуму 1-й категории посадки ИКАО с обоими посадочными курсами. На аэродроме имеются закрытые отапливаемые ангары, позволяющие выполнять регламентные и ремонтные работы на воздушных судах любого класса, в том числе и на Ан-225, Ан-124, Боинг 747.
К территории аэропорта подходит железнодорожная ветка от станции Буча, вблизи стоянки самолётов сооружена погрузочная площадка, позволяющая производить погрузку и выгрузку непосредственно из вагонов.
На аэродроме базируются самые крупные в мире транспортные самолёты Ан-225 (базировался до 27 февраля 2022 года, после был уничтожен) и Ан-124-100, принадлежащие авиакомпании «Antonov Airlines». АНТК им. О. К. Антонова имеет статус Национального перевозчика грузов Украины и официального перевозчика ООН.

## Бои за аэропорт в феврале-марте 2022 года

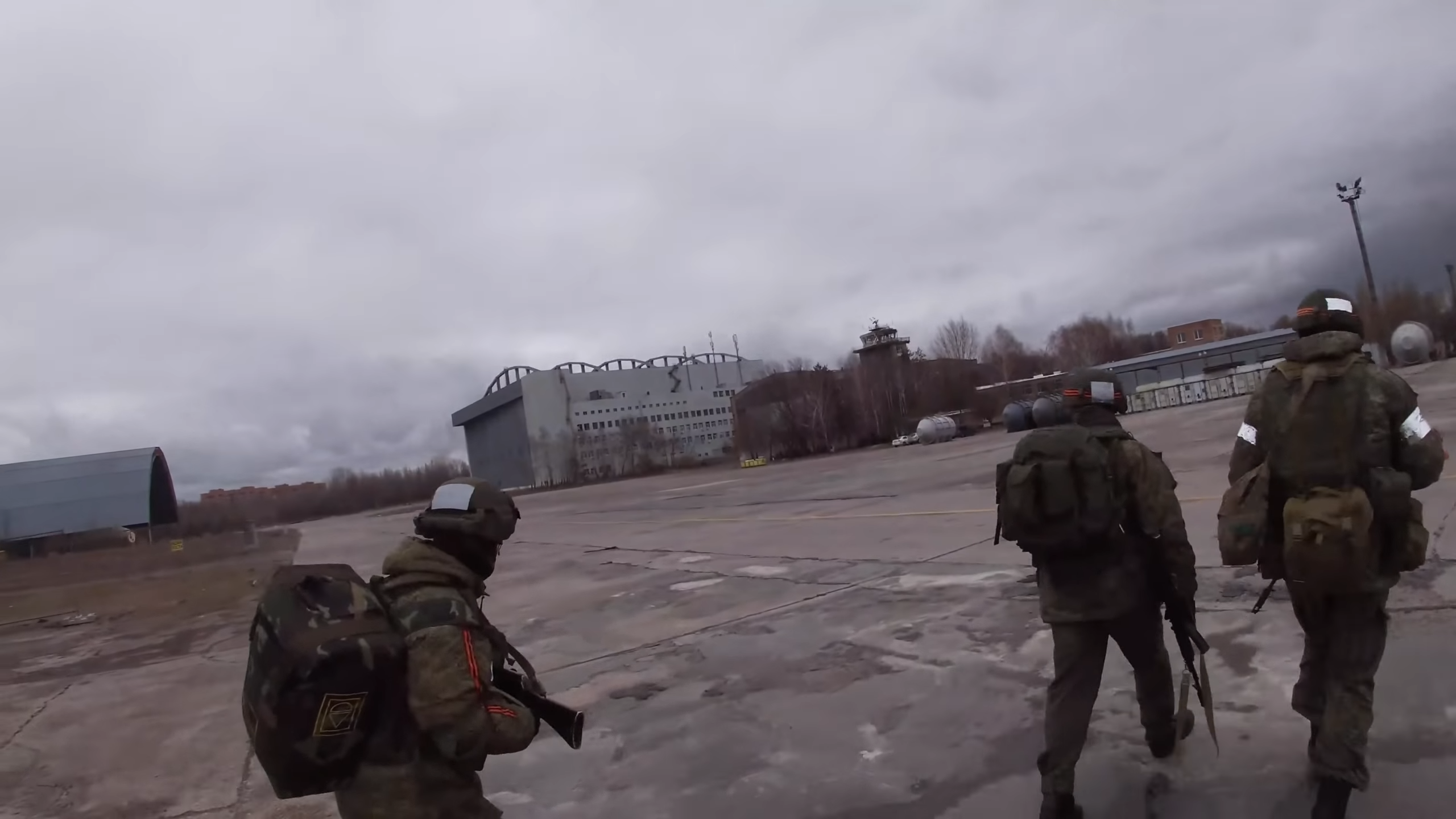
Бойцы ВДВ России после высадки на аэродром пробегают мимо ангара с ещё целым самолётом Ан-225

24 февраля 2022 году высадкой российского вертолётного десанта начались ожесточённые бои за аэропорт. К концу 24 февраля российский десант обосновался в административных зданиях аэропорта и украинские войска временно вернули контроль над аэропортом. На следующий день Антонов был вновь захвачен российскими войсками, подошедшими с территории Беларуси, которые вывезли десантников. Вооружённые силы России удерживали аэропорт до 31 марта 2022 года, вплоть до ухода из Киевской области, после чего он вернулся под контроль Украины.  
В ходе боёв за аэропорт Антонов была повреждена взлётно-посадочная полоса, повреждены и уничтожены многие постройки. 27 февраля был уничтожен уникальный грузовой самолёт Ан-225 «Мрия».